# Roger Laermans
Roger Laermans (16 maart 1925) is een Belgische voormalige atleet, die gespecialiseerd was in het hordelopen.

## Biografie
Laermans werd in 1952 Belgisch kampioen op de 110 m horden. Hij was aangesloten bij Sporting Club Anderlecht.

## Belgische kampioenschappen
| Onderdeel    | Jaar |
| ------------ | ---- |
| 110 m horden | 1952 |

## Persoonlijk record
| Onderdeel    | Prestatie | Datum        | Plaats    |
| ------------ | --------- | ------------ | --------- |
| 110 m horden | 15,2 s    | 29 juni 1952 | Antwerpen |

## Palmares

### 110 m horden
- 1945:  BK AC – 15,8 s
- 1946:  BK AC – 15,2 s
- 1947:  BK AC – 15,6 s
- 1948:  BK AC – 15,8 s
- 1951:  BK AC – 15,8 s
- 1952:  BK AC – 15,2 s

### 200 m horden
- 1945:  BK AC – 26,3 s
- 1946:  BK AC – 25,9 s
- 1952:  BK AC – 26,0 s